# Globo de plasma

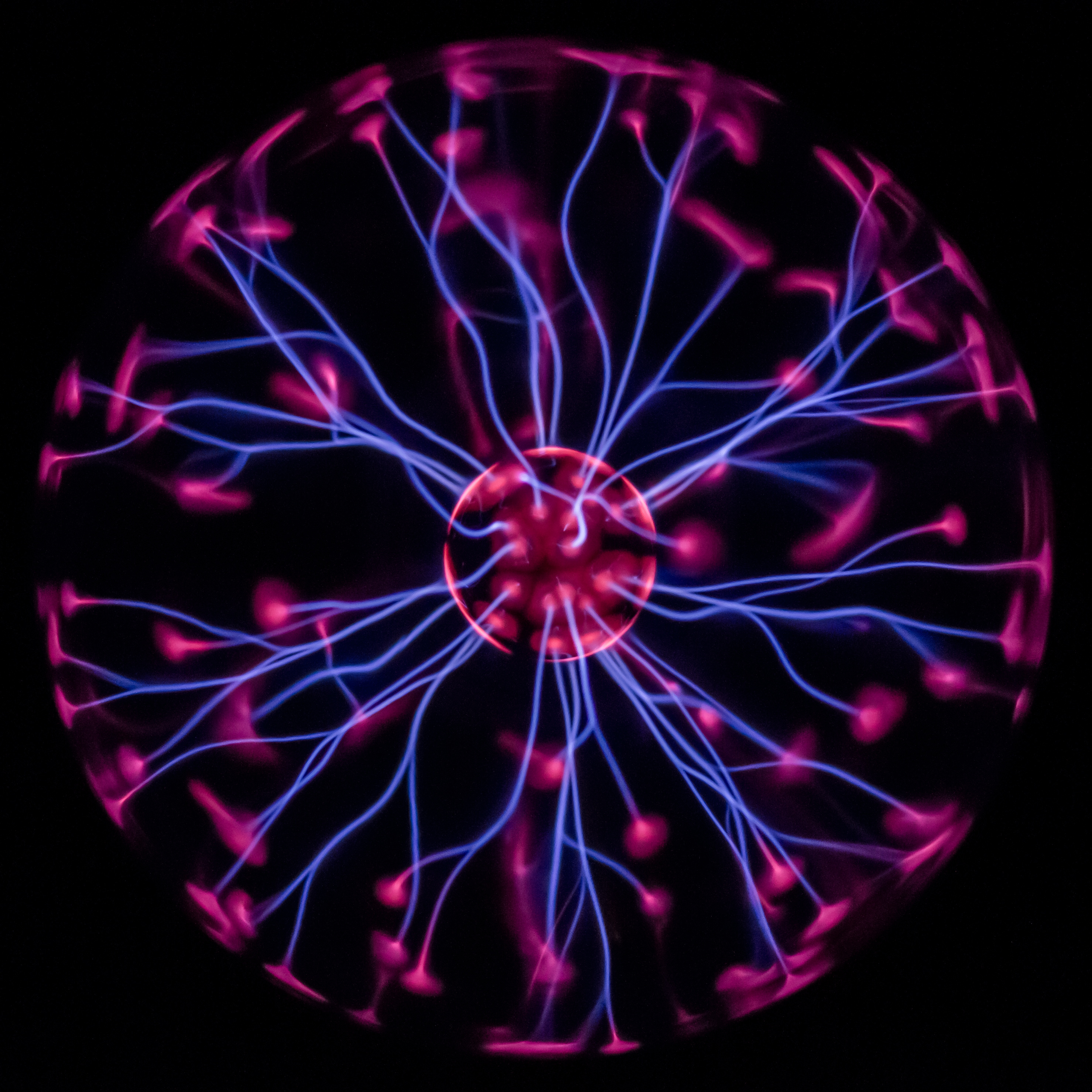
Globo de plasma

O globo de plasma (português brasileiro) ou lâmpada de plasma (português europeu) é essencialmente constituído por uma esfera de vidro com um gás a baixa pressão e por um eletrodo central a alta tensão. Descargas elétricas provocam a excitação e a ionização de alguns átomos de gás. Os átomos excitados, ao voltarem ao estado inicial, emitem luz.

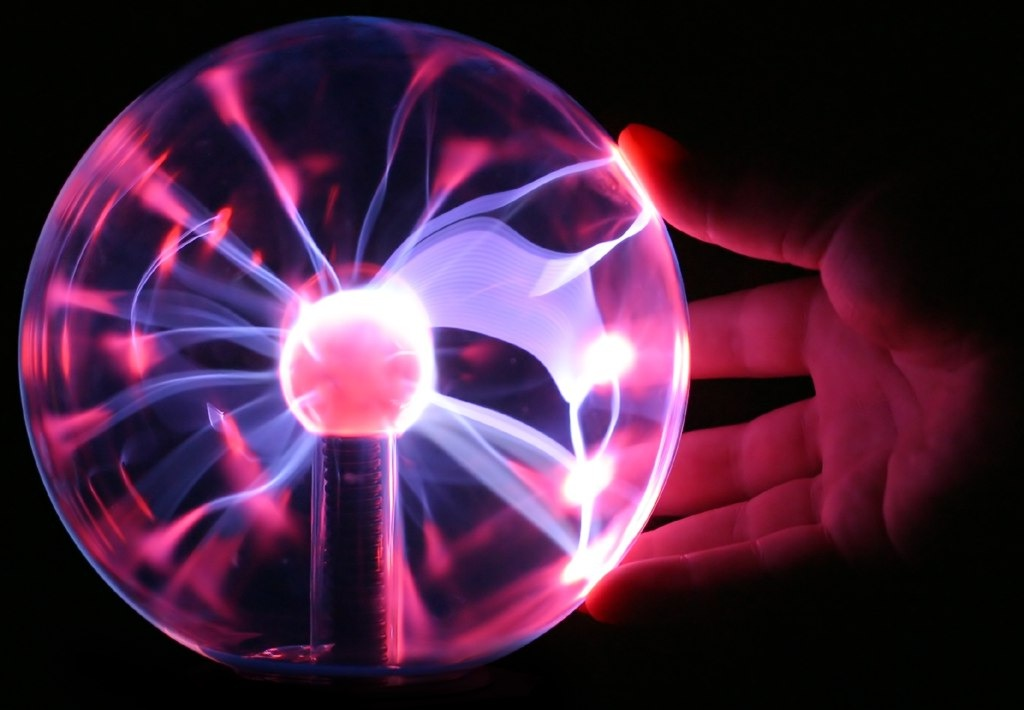
A reação quando uma pessoa o toca

Em Física, designa-se em plasma um fluido condutor constituído por uma mistura de átomos, íons e elétrons. A descarga elétrica é capaz de "excitar" a lâmpada fluorescente, mesmo estando a uma certa distância do globo - pois a alta tensão rompe a dieletricidade do gás, fazendo-o passar para o estado plasma, tornado-o condutor. Quando uma pessoa coloca a mão na lâmpada acima da zona iluminada, ela ilumina até à zona em que a mão encosta, pois a pessoa passa a ser o condutor elétrico, induzindo a corrente à área onde a mão está.